# 錫板
錫板，舊稱梀板，是新北市三芝區的一個地名，位於該區西部，範圍大致與錫板里相近。

## 歷史
台灣清治末期至日治前期，錫板地區為一街庄，稱為「錫板庄」，隸屬於芝蘭三堡。該庄輪廓大致為東南—西北方向的狹長形，北與小基隆舊庄為鄰，東南方三面為土地公埔庄包圍，西南邊為草埔尾庄、後厝庄，西北邊臨海。
1901年（日治明治三十四年）11月，該庄隸屬於臺北廳，編入第三十區。1906年（明治三十九年）1月，第二十九的部分街庄及第三十區的全部街庄合併為「小基隆區」，該庄屬之。1920年（大正九年），該庄改制為「錫板」大字，隸屬於臺北州淡水郡三芝庄，大字下有「南勢岡」、「海尾」、「山豬堀」、「小坑子」、「梀板頭」、「番婆林」小字名。
戰後三芝庄改制為三芝鄉，隸屬於臺北縣，大字亦改制為村。2010年12月，臺北縣升格為新北市，三芝鄉改制為三芝區，村亦改制為里。

## 交通
省道台2線經過錫板地區西北端海岸地帶，往東北可前往石門、金山、萬里、基隆等地，往南可前往淡水，再轉東南可在竿蓁林接省道台2乙線前往北投、士林、台北市區，後續亦可接洲美快速道路、環河南北快速道路快速進入台北市區。